# Diecezja Sete Lagoas

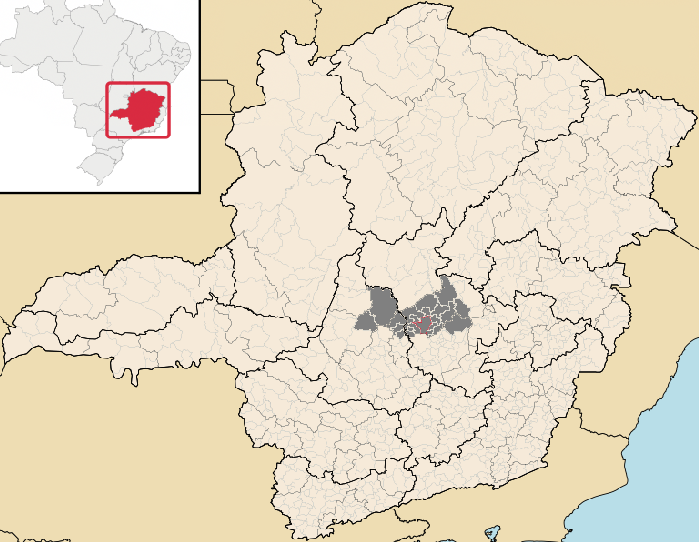
Diecezja Sete Lagoas.

Regional CNBB Leste 2.

Diecezja Sete Lagoas (łac. Dioecesis Septemlacunensis) – diecezja Kościoła rzymskokatolickiego w Brazylii. Należy do metropolii Belo Horizonte, wchodzi w skład regionu kościelnego Leste II. Została erygowana przez papieża Piusa XII bullą Clementissimi Servatoris w dniu 16 lipca 1955. 